# Tommy James & the Shondells
Tommy James and the Shondells war eine US-amerikanische Rock-Band, die ursprünglich 1964 als The Shondells gegründet worden war.

## Werdegang
Ihre erste Single Hanky Panky erschien 1964 – zu dem Zeitpunkt war Bandleader James erst 17 Jahre alt. Danach fiel die Band auseinander. 1966 stellte James die Shondells erneut zusammen und nahm Hanky Panky neu auf. Der Song erreichte Platz eins der US-Charts.
Es folgte eine Reihe von Hits, darunter I Think We’re Alone Now (1967), Mony Mony, Crimson and Clover (jeweils 1968), Sweet Cherry Wine und Crystal Blue Persuasion (jeweils 1969). Mehrere Titel erreichten Platz eins der Hitparaden. 1970 trennte sich James von der Band und startete eine Solokarriere. Die restlichen vier Mitglieder veröffentlichten noch ein paar erfolglose Singles unter dem Namen Hog Heaven und trennten sich danach.

## Diskografie

### Studioalben
| Jahr | Titel                   | Höchstplatzierung, Gesamtwochen, AuszeichnungChartsChartplatzierungen (Jahr, Titel, Platzierungen, Wochen, Auszeichnungen, Anmerkungen) | Anmerkungen                         |
| Jahr | Titel                   | US | Anmerkungen                         |
| ---- | ----------------------- | --- | ----------------------------------- |
| 1966 | Hanky Panky             | US46 (15 Wo.)US |                                     |
| 1967 | I Think We’re Alone Now | US74 (18 Wo.)US |                                     |
| 1968 | Mony Mony               | US193 (2 Wo.)US |                                     |
| 1968 | Crimson & Clover        | US8 (35 Wo.)US | Erstveröffentlichung: Dezember 1968 |
| 1969 | Cellophane Symphony     | US141 (6 Wo.)US |                                     |
| 1970 | Travelin’               | US91 (9 Wo.)US |                                     |

Weitere Studioalben
- 1967: It’s Only Love
- 1967: Gettin’ Together

### Kompilationen
| Jahr | Titel                                                        | Höchstplatzierung, Gesamtwochen, AuszeichnungChartsChartplatzierungen (Jahr, Titel, Platzierungen, Wochen, Auszeichnungen, Anmerkungen) | Anmerkungen |
| Jahr | Titel                                                        | US | Anmerkungen |
| ---- | ------------------------------------------------------------ | --- | ----------- |
| 1967 | Something Special! The Best of Tommy James and The Shondells | US174 (5 Wo.)US |             |
| 1969 | The Best of Tommy James and The Shondells                    | US21 (41 Wo.)US |             |
| 2011 | The Essentials                                               | US131 (7 Wo.)US |             |

Weitere Kompilationen
- 1989: Anthology
- 1993: The Very Best of Tommy James and the Shondells
- 2006: The Definitive Pop Collection
- 2008: 40 Years: The Complete Singles Collection (1966-2006)

### Singles
| Jahr | Titel Album                                                                | Höchstplatzierung, Gesamtwochen/‑monate, AuszeichnungChartplatzierungen (Jahr, Titel, Album, Platzierungen, Wochen/Monate, Auszeichnungen, Anmerkungen) | Höchstplatzierung, Gesamtwochen/‑monate, AuszeichnungChartplatzierungen (Jahr, Titel, Album, Platzierungen, Wochen/Monate, Auszeichnungen, Anmerkungen) | Höchstplatzierung, Gesamtwochen/‑monate, AuszeichnungChartplatzierungen (Jahr, Titel, Album, Platzierungen, Wochen/Monate, Auszeichnungen, Anmerkungen) | Höchstplatzierung, Gesamtwochen/‑monate, AuszeichnungChartplatzierungen (Jahr, Titel, Album, Platzierungen, Wochen/Monate, Auszeichnungen, Anmerkungen) | Höchstplatzierung, Gesamtwochen/‑monate, AuszeichnungChartplatzierungen (Jahr, Titel, Album, Platzierungen, Wochen/Monate, Auszeichnungen, Anmerkungen) | Anmerkungen                          |
| Jahr | Titel Album                                                                | DE | AT | CH | UK | US | Anmerkungen                          |
| ---- | -------------------------------------------------------------------------- | --- | --- | --- | --- | --- | ------------------------------------ |
| 1966 | Hanky Panky                                                                | DE3 (10 Wo.)DE | AT2 (3 Mt.)AT | — | UK38 (7 Wo.)UK | US1 Gold · (12 Wo.)US | Erstveröffentlichung: März 1966      |
| 1966 | Say I Am (What I Am) Hanky Panky                                           | — | — | — | — | US21 (8 Wo.)US | Erstveröffentlichung: Juli 1966      |
| 1966 | It’s Only Love                                                             | — | — | — | — | US31 (9 Wo.)US | Erstveröffentlichung: Oktober 1966   |
| 1967 | I Think We’re Alone Now                                                    | — | — | — | — | US4 (17 Wo.)US | Erstveröffentlichung: Januar 1967    |
| 1967 | Mirage I Think We’re Alone Now                                             | — | — | — | — | US10 (10 Wo.)US | Erstveröffentlichung: April 1967     |
| 1967 | I Like the Way I Think We’re Alone Now                                     | — | — | — | — | US25 (7 Wo.)US | Erstveröffentlichung: Juni 1967      |
| 1967 | Gettin’ Together                                                           | — | — | — | — | US18 (8 Wo.)US | Erstveröffentlichung: August 1967    |
| 1967 | Out of the Blue Something Special! The Best Of Tommy James & The Shondells | — | — | — | — | US43 (6 Wo.)US | Erstveröffentlichung: Oktober 1967   |
| 1967 | Get Out Now Mony Mony                                                      | — | — | — | — | US48 (7 Wo.)US | Erstveröffentlichung: Dezember 1967  |
| 1968 | Mony Mony                                                                  | DE3 (9 Wo.)DE | AT4 (1 Mt.)AT | CH2 (10 Wo.)CH | UK1 (18 Wo.)UK | US3 (17 Wo.)US | Erstveröffentlichung: März 1968      |
| 1968 | Somebody Cares Mony Mony                                                   | — | — | — | — | US53 (5 Wo.)US | Erstveröffentlichung: Juli 1968      |
| 1968 | Do Something to Me Crimson & Clover                                        | — | — | — | — | US38 (9 Wo.)US | Erstveröffentlichung: September 1968 |
| 1968 | Crimson and Clover Crimson & Clover                                        | DE2 (7 Wo.)DE | AT3 (4 Mt.)AT | CH1 (13 Wo.)CH | — | US1 (16 Wo.)US | Erstveröffentlichung: Dezember 1968  |
| 1969 | Sweet Cherry Wine Cellophane Symphony                                      | DE36 (1 Wo.)DE | — | — | — | US7 (10 Wo.)US | Erstveröffentlichung: Februar 1969   |
| 1969 | Crystal Blue Persuasion Crimson & Clover                                   | — | — | — | — | US2 (15 Wo.)US | Erstveröffentlichung: Mai 1969       |
| 1969 | Ball of Fire The Best of Tommy James and The Shondells                     | — | — | — | — | US19 (8 Wo.)US | Erstveröffentlichung: September 1969 |
| 1969 | She Travelin’                                                              | — | — | — | — | US23 (8 Wo.)US | Erstveröffentlichung: November 1969  |
| 1970 | Gotta Get Back to You Travelin’                                            | — | — | — | — | US45 (8 Wo.)US | Erstveröffentlichung: Februar 1970   |
| 1970 | Come to Me Tommy James                                                     | — | — | — | — | US47 (8 Wo.)US | Erstveröffentlichung: April 1970     |

grau schraffiert: keine Chartdaten aus diesem Jahr verfügbar
Weitere Singles
- 1962: Long Pony Tail (als Tom and the Tornadoes)
- 1964: Hanky Panky (als The Shondells)

## Trivia
- Die Gruppe Shondells benannte Tommy James nach einem seiner Idole, dem amerikanischen Gitarristen Troy Shondell.
- Der Hit Crimson and Clover wurde von James zusammen mit seinem Drummer Peter Lucia geschrieben und aufgenommen. James spielte dabei Gitarre, Hammond-Orgel und Bass und sang, Lucia spielte Schlagzeug. Eine musikalische Neuheit war damals die Verwendung elektrisch verzerrter Gitarren und der Einsatz eines Gater-Effekts bei der E-Gitarre und stellenweise auch bei der Gesangsstimme. Eine auch in den Charts verschiedener Länder einigermaßen erfolgreiche Coverversion wurde von Joan Jett and the Blackhearts herausgebracht. Auch Prince veröffentlichte 2009 eine Coverversion des Songs auf seinem Album Lotusflow3r.
- Der ehemalige US-Vizepräsident Hubert H. Humphrey war ein Fan der Band und schrieb für eines ihrer Alben die Liner Notes.
- Die Band gilt als eine der ersten, die Musikvideos für ihre Songs drehten.